# Велика літера
Велика літера (заголовна буква) — термін у галузі поліграфічного оформлення і виконання видань та орфографії. Визначає розмір і форму літери.
У кириличній абетці великими літерами є А, Б, В, і так далі, малими а, б, в і так далі.
У деяких мовах, наприклад, грузинській та арабській, немає розрізнення букв на великі та малі.